# Joseph Verhelst
Joseph Verhelst (Waregem, 11 januari 1867 - aldaar, 21 september 1943) was een Belgisch politicus, die 48 jaar zetelde in de gemeenteraad van de stad Waregem. Beroepshalve was hij landbouwer en cichoreibewerker.
Hij werd geboren in een landbouwersgezin dat woonde op de Blauwpoorthoeve in de gelijknamige straat. Hij werd de eerste landbouwer die het tot ambt van burgemeester bracht in Waregem. In 1894 ging hij wonen op het Goed Te Pijke dat nu nog altijd wordt uitgebaat door een lid van de familie Verhelst.
Hij zetelde in de raad van 1895 tot bij zijn overlijden. Hij werd zowel in 1903 als in 1911 herkozen en werd in 1916 schepen. In 1936 werd hij burgemeester als opvolger van Félix Verhaeghe en bleef in functie tot bij zijn overlijden. In Waregem was hij tevens voorzitter van het bestuurscomité binnen het Heilig Hartcollege.
Hij was de oom van de latere burgemeester Julien Verhelst.